# Shraga Weinberg
Shraga Weinberg, né le 25 mars 1966 à Petah Tikva, est un joueur de tennis en fauteuil roulant israélien.

## Biographie
Shraga Weinberg est paralysé dans le haut du corps et souffre d'anomalies de la densité osseuse, ce qui lui a valu de subir de nombreuses interventions chirurgicales au cours de sa jeunesse. Pour ses loisirs et sa rééducation, il a commencé à pratiquer des disciplines handisports au Centre sportif israélien pour handicapés.
Évoluant dans la catégorie Quads, réservée aux joueurs un handicap à au moins un membre supérieur, Weinberg s'est classé à la première place en simple en 2001 et en double en 2003 grâce à ses succès au British Open et à l'US Open.
Comptable de profession, il rencontre des difficultés à développer son jeu car il ne dispute en moyenne que quatre ou cinq tournois internationaux par an. Cependant, ses performances régulières lui ont permis de figurer de nombreuses années parmi les 10 meilleurs joueurs mondiaux. Aux Jeux paralympiques d'été de 2008, il remporte l'argent en double avec Boaz Kramer et s'incline en quarts de finale face à David Wagner. Aux Jeux de 2012, Weinberg et son partenaire, Noam Gershony, ont remporté la médaille de bronze en double. En simple, il termine le tournoi à la 4e place.
Il représente Israël à la Coupe du Monde de tennis et a remporté la compétition en 2004 et 2012. Il est finaliste en 2018.

## Palmarès

### Jeux paralympiques
- médaillé d'argent en double en 2008 avec Boaz Kramer
- médaillé de bronze en double en 2012 avec Noam Gershony

### Tournois majeurs
- British Open en simple en 2001, en double en 2003, 2005, 2007 et 2012
- US Open en double en 2003